# Nostang
Nostang [nɔstɑ̃] est une commune française située dans le département du Morbihan, en région Bretagne.

## Géographie

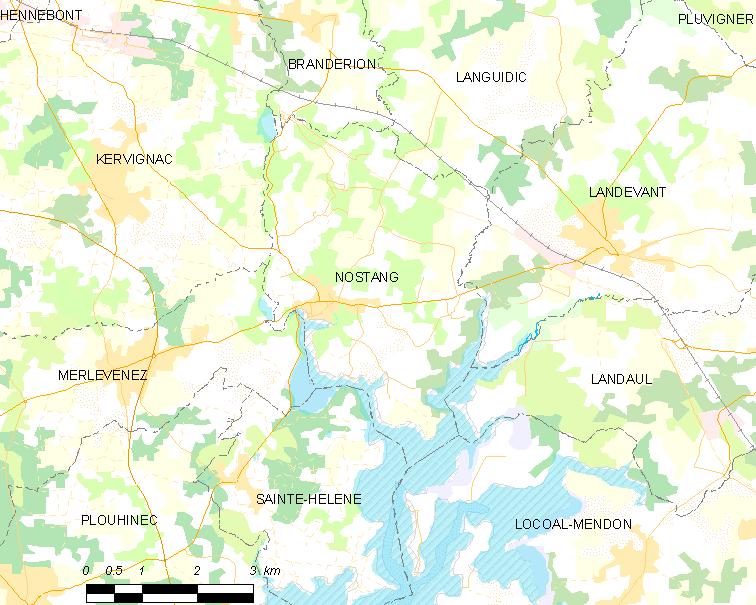
Carte de Nostang et des communes limitrophes.

### Communes limitrophes
| Kervignac                   | Kervignac et Brandérion         | Landévant     |
| Merlevenez et Sainte-Hélène | Nostang                         | Landévant     |
| Sainte-Hélène               | Rivière d'Étel et Sainte-Hélène | Locoal-Mendon |

### Géographie physique
| - Carte topographique de la commune de Nostang. |

Le finage de Nostang occupe une presqu'île de confluence qui se termine au sud par la Pointe du Gouarde, entre deux bras de mer de la Ria d'Étel : le Goah Guillerm à l'ouest et la Rivière de Landévant (et l'une de ses branches le Ruisseau du Pont du Palais) à l'est. Le tracé du littoral, très sinueux est, ou du moins était, parfois indécis, tant terre et mer tendent à se confondre en raison des nombreux schorres (principalement côté sud-ouest de la Pointe du Gouarde et côté est de cette même pointe, au niveau de l'Anse du Cosquer), mais a été, principalement sur le pourtour de la Pointe du Gouarde, consolidé au XIXe siècle par des murets de pierres sèches ou des talus.
Trois cours d'eau principaux, coulant vers le sud et se jetant dans divers bras de la ria d'Étel, concernent Nostang : le ruisseau du Moulin de Saint-Georges limite la commune à l'ouest, la séparant de Kervignac et de Merlevenez ; le Ruisseau du Pont du Roc'h traverse la partie centrale de la commune (le bourg de Nostang est situé dans la presqu'île de confluence formée par ces deux cours d'eau) ; le Ruisseau du Moulin du Palais borde le territoire communal à l'est, séparant Nostang de Landévant.
Les altitudes varient de 54 mètres (à Leïn er Mané, dans la partie nord-ouest de la commune, à l'ouest du hameau de Saint-Symphorien) au niveau de la mer. Une butte boisée atteint 42 mètres entre Palivarc'h et Talvern, dans la partie nord-est du territoire communal. Lebourg est vers une dizaine de mètres d'altitude en moyenne, s'étageant en fait de 19 mètres au niveau de la mer.

### Hydrographie
Pour un article plus général, voir Réseau hydrographique du Morbihan.
La commune est située dans le bassin Loire-Bretagne. Elle est drainée par le Goah Guillerm, la Demi-Ville, le Patais, le Moulin Saint-Georges, le Lézévry et divers autres petits cours d'eau,.
Le Goah Guillerm, d'une longueur de 35 km, prend sa source dans la commune de Languidic et se jette  dans le ria d'Étel en limite de Plouhinec et d'Erdeven, après avoir traversé huit communes. 
La Demi-Ville, d'une longueur de 21 km, prend sa source dans la commune de Pluvigner et se jette  dans le ria d'Étel à Sainte-Hélène, après avoir traversé sept communes. 

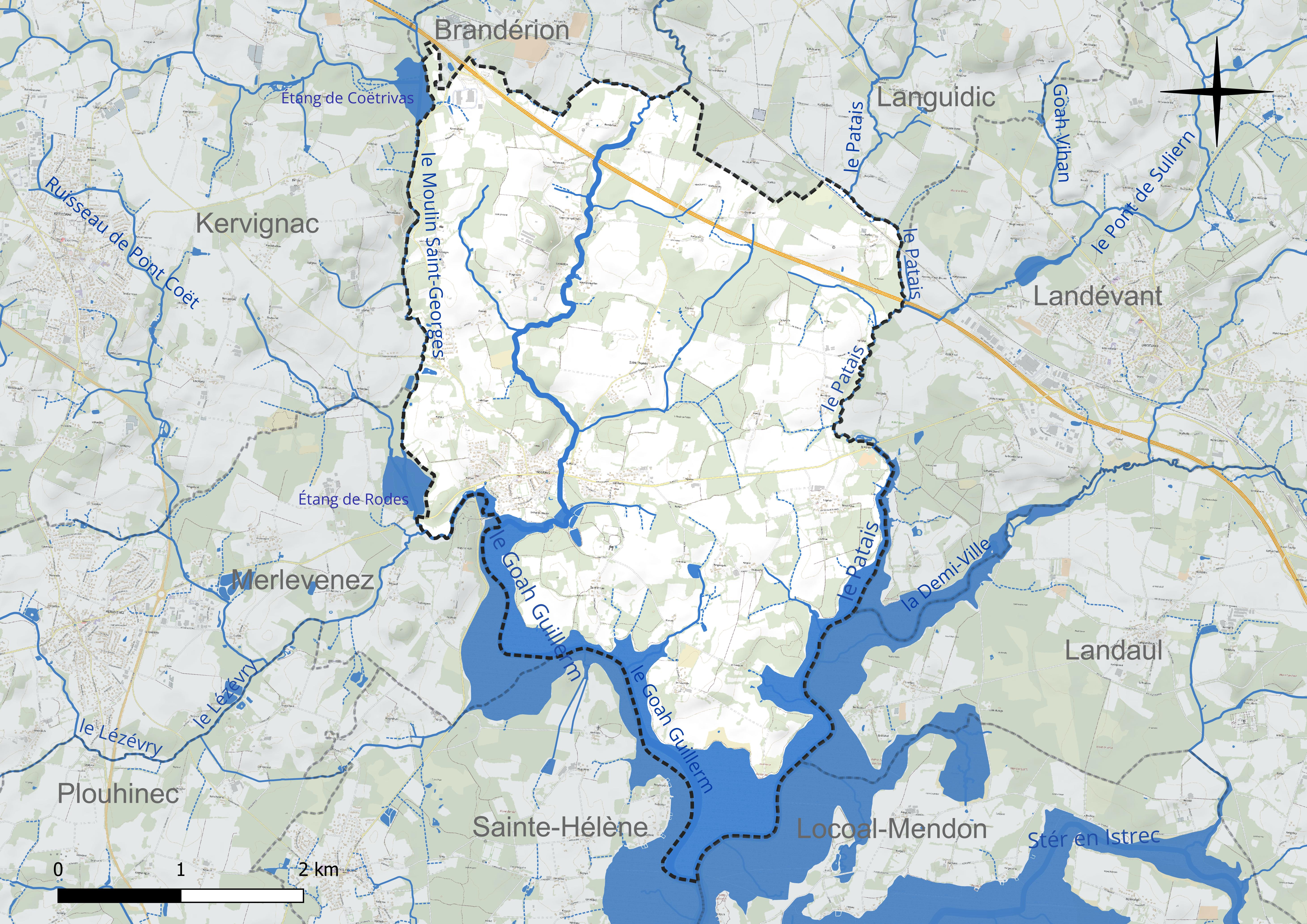
Réseau hydrographique de Nostang.

Un plan d'eau complète le réseau hydrographique : l'étang de Coëtrivas, d'une superficie totale de 10,7 ha (0 ha sur la commune),.

### Climat
Pour des articles plus généraux, voir Climat de la Bretagne et Climat du Morbihan.
En 2010, le climat de la commune est de type climat océanique franc, selon une étude du CNRS s'appuyant sur une série de données couvrant la période 1971-2000. En 2020, Météo-France publie une typologie des climats de la France métropolitaine dans laquelle la commune est exposée à un climat océanique et est dans la région climatique  Bretagne orientale et méridionale, Pays nantais, Vendée, caractérisée par une faible pluviométrie en été et une bonne insolation. Parallèlement l'observatoire de l'environnement en Bretagne publie en 2020 un zonage climatique de la région Bretagne, s'appuyant sur des données de Météo-France de 2009. La commune est, selon ce zonage, dans la zone « Intérieur », exposée à un climat médian, à dominante océanique.  
Pour la période 1971-2000, la température annuelle moyenne est de 12 °C, avec une amplitude thermique annuelle de 11,4 °C. Le cumul annuel moyen de précipitations est de 929 mm, avec 13,4 jours de précipitations en janvier et 7 jours en juillet. Pour la période 1991-2020, la température moyenne annuelle observée sur la station météorologique la plus proche, située sur la commune de Quéven à 17 km à vol d'oiseau, est de 12,2 °C et le cumul annuel moyen de précipitations est de 943,3 mm,. Pour l'avenir, les paramètres climatiques de la commune estimés pour 2050 selon différents scénarios d'émission de gaz à effet de serre sont consultables sur un site dédié publié par Météo-France en novembre 2022.

### Paysages et habitat
Nostang présente un paysage agraire traditionnel de bocage et un habitat dispersé en écarts formés de hameaux (dénommés localement "villages") et fermes isolées. Le bourg est excentré au sud-ouest du finage communal, mais le vieux bourg était encore plus à l'ouest.

## Urbanisme

### Typologie
Au 1er janvier 2024, Nostang est catégorisée bourg rural, selon la nouvelle grille communale de densité à sept niveaux définie par l'Insee en 2022.
Elle est située hors unité urbaine. Par ailleurs la commune fait partie de l'aire d'attraction de Lorient, dont elle est une commune de la couronne,. Cette aire, qui regroupe 31 communes, est catégorisée dans les aires de 200 000 à moins de 700 000 habitants,.
La commune, bordée par l'océan Atlantique, est également une commune littorale au sens de la loi du 3 janvier 1986, dite loi littoral. Des dispositions spécifiques d’urbanisme s’y appliquent dès lors afin de préserver les espaces naturels, les sites, les paysages et l’équilibre écologique du littoral, tel le principe d'inconstructibilité, en dehors des espaces urbanisés, sur la bande littorale des 100 mètres, ou plus si le plan local d’urbanisme le prévoit.

### Occupation des sols
L'occupation des sols de la commune, telle qu'elle ressort de la base de données européenne d’occupation biophysique des sols Corine Land Cover (CLC), est marquée par l'importance des territoires agricoles (63,7 % en 2018), en diminution par rapport à 1990 (65,4 %). La répartition détaillée en 2018 est la suivante : 
zones agricoles hétérogènes (39,1 %), forêts (30,6 %), terres arables (17 %), prairies (7,6 %), zones urbanisées (3,8 %), zones humides côtières (1 %), zones industrielles ou commerciales et réseaux de communication (0,8 %). L'évolution de l’occupation des sols de la commune et de ses infrastructures peut être observée sur les différentes représentations cartographiques du territoire : la carte de Cassini (XVIIIe siècle), la carte d'état-major (1820-1866) et les cartes ou photos aériennes de l'IGN pour la période actuelle (1950 à aujourd'hui).

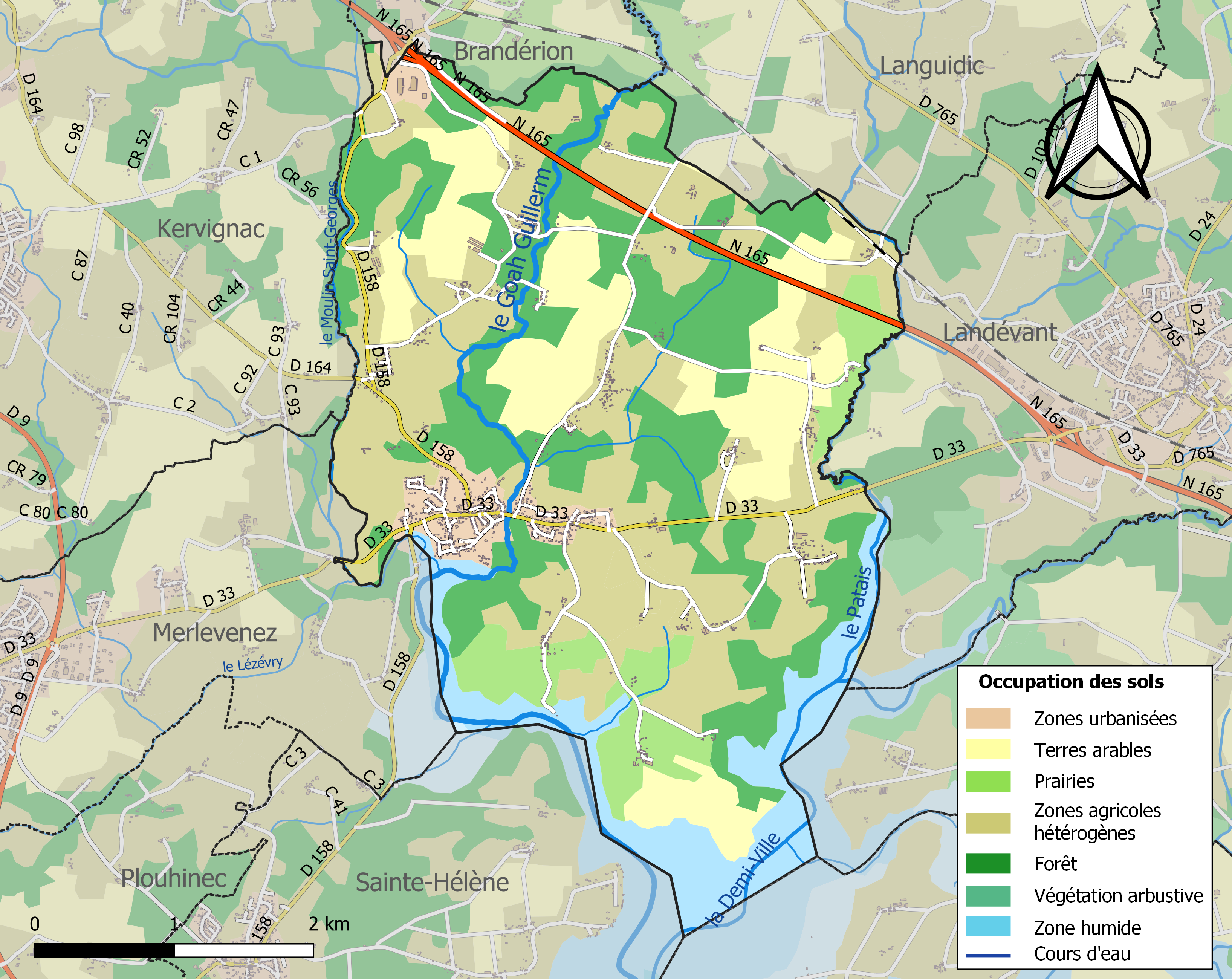
Carte des infrastructures et de l'occupation des sols de la commune en 2018 (CLC).

## Toponymie
Anciennement le territoire de Nostang (Lausting), fondé primitivement par les Romains.
 
Le nom de la localité est mentionné sous les formes Lausteing ; Laustenc ou Laustang au Ve siècle ; Laustanc en 1160 en 1427, en 1460 et en 1481 ; Nostanc en 1536.
En breton Lostenk, provient du breton Lost, « le bout, l'extrémité, la queue » et Stang, l'étang. La situation de Nostang, près de la Gwazh an Intel, la ria d'Étel, explique ce toponyme. Une explication récente de ce toponyme donne culée d'étang

## Histoire

### Préhistoire

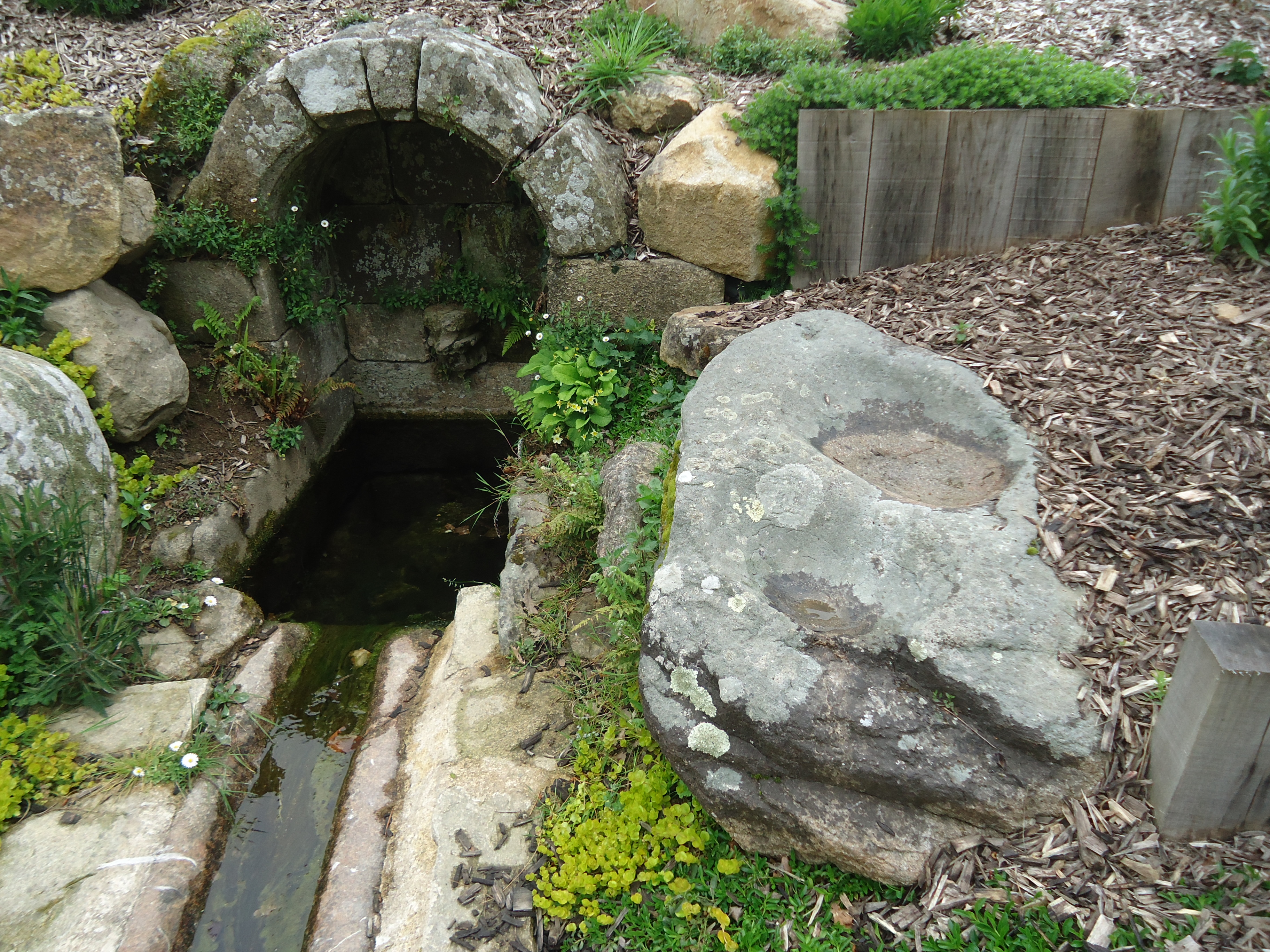
Polissoir néolithique de Kergoh.

Joseph-Marie Le Méné évoqué en 1891 un alignement de 19 menhirs, les uns debout, les autres tombés, au sud du bourg, près de la Rivière d'Étel ; il signale aussi l'existence de quatre autres menhirs, ainsi que, en 1848, d'un tumulus dont le dolmen était à nu
et de quatre autres tumuli à peu près intacts à cette date comme l'indique l'abbé Luco, mais trois d'entre eux étaient rasés et avaient été pillés en 1881 ; la Société polymathique du Morbihan fouilla celui qui était resté intact à cette date.

### Antiquité
Les Romains construisirent un fort (nommé désormais Castel-Mané-er-Hoet) d'environ 100 mètres de tour, et dont les parapets ont 5 mètres de haut, entouré d'un village dont il reste des ruines, au Vieux-Bourg ; cette station gallo-romaine était protége par un système de défense composé de bras de mer et de trois étangs, et de divers postes avancés dont celui de Mané Hastel, près de Kerfresec. On trouve aussi des briques romaines en divers endroits, notamment à la chapelle de Saint-Bieuzy et près du moulin à vent de Saint-Georges. Au sud du Vieux-Bourg, on traverse le bras de mer sur une digue antique qui a été probablement construite par les Romains pour retenir les eaux et former un étang qui servait de défense à un camp situé sur la colline, à l'extrémité de la digue.
Benjamin Girard écrit en 1889 que près du bourg de Nostang « se trouvent les traces d'un établissement gallo-romain très remarquable ; mais c'est surtout auprès du vieux bourg, ou vieux Nostang, que l'on en voit les vestiges les plus considérables. Ce bourg est construit sur des ruines et environné de décombres et d'anciens fossés ; il est placé à l'extrémité du bras de mer d'Étel, entre ce bras de mer, un ancien étang et le nouveau bourg. (...) Près de là se trouve un fort nommé Castel-Mané-er-Houed, et dont les parapets ont 5 mètres d'élévation ».

### Moyen-Âge
Une charte de 1160 signale l'aumônerie de Nostang (Eleemosina de Laustanc) appartenant alors aux chevaliers de l'ordre de Saint-Jean de Jérusalem. On croit que cet établissement se trouvait au village actuel de Locmaria où la tradition rapporte que la chapelle dédiée à Notre-Dame-de-Bonne-Nouvelle était une succursale de l'église des Templiers de Merlevenez.
Nostang était le siège d'une châtellenie qui s'étendait sur 13 paroisses (dont, outre Nostang, les grandes paroisses de Kervignac, Merlevenez, Plouhinec et Riantec) tout autour de la ria d'Étel ; au XIIIe siècle le chef-lieu en fut transféré à Hennebont.

### Temps Modernes

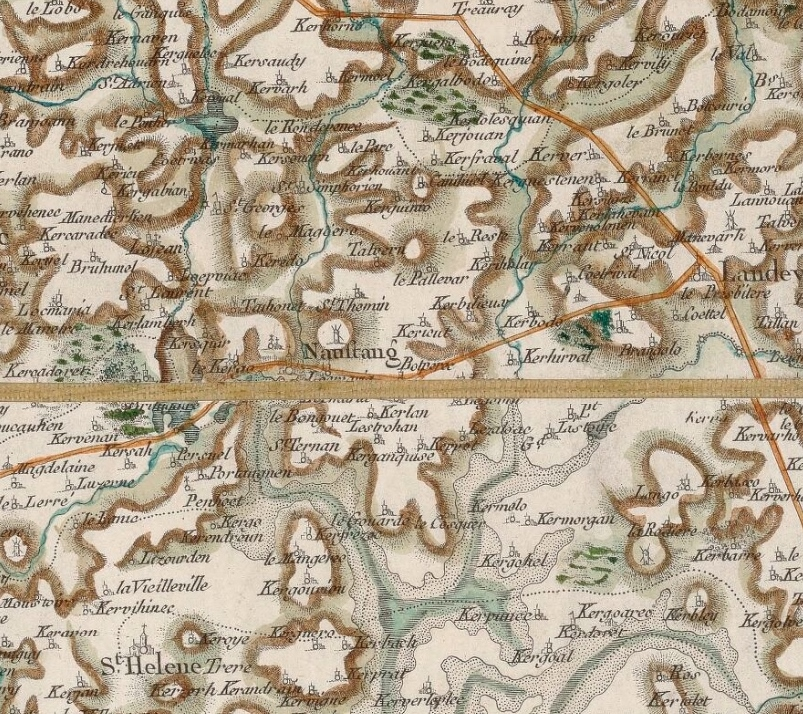
Carte de Cassini de la paroisse de Nostang et ses environs (1789).

La paroisse de Nostang était divisée en 7 frairies (bourg, Locmaria, Légevin, Saint-Thomin, Saint-Symphorien, Saint-Cado et Saint-Bieuzy) correspondant à autant de chapelles en plus de l'église paroissiale pour le bourg. Une seule chapellenie est connue : celle de Thomas Talhoet, citée dans un pouillé de 1516.
En 1759 une ordonnance du roi Louis XV impose à la paroisse de Nostang de fournir 18 hommes et de payer 118 livres pour la défense de la côte et pourvoir aux besoins des garde-côtes.
En 1774 un véritable combat eut lieu près de Nostang à l'occasion d'un arrivage considérable de tabac entre les employés des Devoirs (Agents du fisc) et des fraudeurs contrebandiers venus de communes avoisinantes. Il y eut mort d'homme.
Nostang est ainsi décrit par Jean-Baptiste Ogée en 1778 :

« Naustang, sur la route de Landevan au Port-Louis : à 7 lieues et demie à l'Ouest-Nord-Ouest de Vannes, son évêché ; à 15 lieues trois-quarts de Rennes, et à 2 lieues d'Hennebon, sa subdélégation et son ressort. On y compte 900 communiants : la cure est à l'alternative. Cette paroisse à une haute-justice et il s'y tient, par an, quatre foires considérables de bestiaux. Son territoire est rempli de vallons, remplis de ruisseaux, et renferme des terres très exactement et très soigneusement cultivées : on y fait du cidre et les habitants vivent dans une honnête aisance qu'ils ne doivent qu'à leurs travaux »

### Révolution française
Jean-Thomas Le Beller, originaire de Baud, fut nommé recteur de Nostang le 16 novembre 1789 ; il refusa de prêter serment à la Constitution civile du clergé et devint donc prêtre réfractaire et remplacé par un prêtre constitutionnel, mais se tint caché dans la paroisse avant de devoir s'exiler ; il redevint après la Révolution recteur de Nostang jusqu'à sa mort survenue le 21 novembre 1807.
Claude-Nicolas Jérôme, riche propriétaire et agriculteur, domicilié à Hennebont, mais possédant une maison de campagne à Nostang, fut dénoncé et emprisonné pour cause d'aristocratie marquée sous la Terreur le 23 septembre 1793 et resta sous les verrous jusqu'en septembre 1794. Il devint ensuite pour la Chouannerie chef de paroisse de Nostang et de Branderion et, lors de l'expédition de Quiberon il marcha sur Carnac avec un détachement de campagnards armés. Fait prisonnier le 3 thermidor an III (21 juillet 1795), il fut condamné à mort et fusillé près de Saint-Pierre-Quiberon le 18 thermidor an III (5 août 1795).
Des concentrations de chouans eurent lieu en 1799 dans toute la région :  à Languidic dans le village de Kergohan ; une grande cache souterraine fut pratiquée au milieu du bois taillis de Kerallan, près du hameau du même nom ; un autre repaire des chouans se trouvait à 250 mètres à l'ouest du bourg de Sainte-Hélène, dans le hameau de Pen-er-Lan : là aussi il y aurait eu dépôt d'armes et d'habillements ; des chouans se cachaient aussi dans le hameau de Kerroué, à 400 mètres à l'est du bourg de Sainte-Hélène. Les jeunes gens enrôlés par les Chouans, notamment par Le Lan de Kervignac « qui a égorgé les patriotes de Nostang, grand égorgeur et embaucheur depuis longtemps et d'autres sclérérats de sa trempe » affluaient dans l'un ou l'autre de ces trois villages. Une fois équipés et armés, on les conduisait dans une grande lande entre Pluvigner et Grandchamp, près du hameau de Kerhuitton [probablement Kervranton].

### LeXIXesiècle
En 1832 le vicomte Frédéric Harscouet de Saint-Georges, ancien maire de Nostang, ultraroyaliste et légitimiste, qui s'était procuré des passeports en blanc, fut accusé de les avoir remis à trois chouans, Brèche et les deux Cadoudal [dont Joseph de Cadoudal], lors de la Chouannerie de 1832. Malgré ces faits, « il continua à jouir d'une entière liberté et à donner dans son château des repas où les prêtres et les religieuses viennent en foule ».
Le 2 décembre 1836 le traitement du desservant de Nostang fut suspendu car celui-ci avait célébré une messe à l'intention de l'ex-roi Charles X qui venait de mourir à Goritz, ce qui était une marque d'opposition à la monarchie de Juillet. 
La reconstruction du Pont de Rodes et l'aménagement de la traversée de Nostang, sur la route de Landévant au Port-Louis [tracé de l'actuel D 33] sont entrepris en 1846 et 1847.
A. Marteville et P. Varin, continuateurs d'Ogée, décrivent ainsi Nostang en 1853 :

« Nostang (sous l'invocation de saint Pierre) : commune formée de l'ancienne paroisse de ce nom ; aujourd'hui succursale. (...) Principaux villages : Kerbot, Kerbiteur, Legevin, Kerpot, le >Cosquer, Lestrohan, Saint-Ternan, Locmaria, Kercus, Saint-Symphorien, Kersouarne, Mangouero, le Vieux-Bourg, Talhouet, Keredo, le Gouarde, Kerdoc'h. Moulins du palais de Saint-Georges, à vent ; de Saint-Georges et du Palais, à eau. Le bourg de Nostang est situé dans un fond, sur la route départementale n°8 du Morbihan, dite de Landévant au Port-Louis. L'église est de 1685. Il y avait, avant 1789, six chapelles qui, aujourd'hui, ne sont plus desservies. C'étaient Bieuzy, Legevin, Saint-Symphorien, Saint-Themin, le Rungoet (château) et Kerai. On jouit d'une vue magnifique sur la butte de Saint-Symphorien. Il y a foire le 23 avril, le 9 octobre, le 11 novembre, le 21 décembre. Géologie : constitution granitique. On parle le breton. »

Entre 1865 et 1870 une épidémie de variole sévit dans le Morbihan : 150 malades furent atteints à Nostang, l'épidémie y faisant 50 morts. En 1870 la dysenterie (50 cas et 3 décès recensés dans la commune), la rougeole, la fièvre typhoïde et la fièvre intermittente [probablement la malaria] (celle-ci faisant 10 morts pour 354 cas recensés dans la commune) ont paru ensemble ou successivement à Nostang.
En 1874 une pétition signée par des habitants de Nostang et de Sainte-Hélène demande « le rétablissement, dans le plus bref délai, de la royauté en la personne d'Henri V, héritier légitime de la couronne de France ».
L'école de garçons de Nostang étant dans un local « loué et insuffisant », le Conseil municipal vote le 19 février 1882 la construction d'une nouvelle école, avec mairie, et demande l'aide financière du Conseil général du Morbihan.
Benjamin Girard ëcrit en 1889 que le bourg de Nostang n'a qu'une population agglomérée de 60 habitants alors que la population communale totale est à cette date de 1 176 habitants.
Le 13 septembre 1892 un incendie, dû à l'imprudence d'un fermier qui tira un coup de fusil en laissant la bourre en papier enflammé retomber sur un toit de chaume qui s'enflamma immédiatement, détruisit 7 fermes dans le village de Locmaria ; « on put cependant préserver la forge du maréchal-ferrant et une ferme à l'aide de draps mouillés étendus sur le chaume ».
Le pont Er Mor, sur un bras de la Ria d'Étel, à la limite des communes de Nostang et de Merlevenez, qui faisait seulement 2 mètres de large et menaçait ruine, fut reconstruit en 1896.

### LeXXesiècle

#### La Belle Époque
Une importante foire annuelle se tenait chaque année à Saint-Georges en Nostang. Des foires aux chevaux, dénommées "petite foire" se tenaient aussi au bourg de Nostang dans la décennie 1920.
L'inventaire des biens d'église qui devait avoir lieu le 14 mars 1906 à Nostang ne put avoir lieu en raison de l'opposition de la population.
La construction d'une nouvelle mairie et d'un nouveau groupe scolaire est décidée en 1911 et une nouvelle subvention accordée par le Conseil général.
En application de la loi sur les congrégations, l'école tenue à Nostang par les Filles du Saint-Esprit fut fermée en juin 1911.
Le château (en ruines) de Saint-Georges et 2 fermes avec 45 ha de « très belles terres, futies et prairies » sont mis en vente en avril 1914.

#### La Première Guerre mondiale
Le monument aux morts de Nostang porte les noms de 54 soldats morts pour la France pendant la Première Guerre mondiale ; parmi eux 4 sont morts sur le front belge dont Joseph Terrien à Tillet dès le 13 août 1914 et trois (Jean Héno, Joseph Le Pen et Joseph Le Puilh) dans les combats de Massin dès le 22 août 1914 ; Marc Le Calvé est tué à l'ennemi en 1917 dans l'actuelle Macédoine du Nord ; Jean Evanno est mort en captivité en Allemagne le 30 octobre 1918 ; la plupart des autres sont morts sur le sol français (parmi eux Eugène Jéhanno, Joseph Kerzerho et Yves Le Bouédec ont été décorés de la Médaille militaire et de la Croix de guerre et Joseph Jaffré de la Croix de guerre ; Pierre Gourden a fait l'objet d'une citation à l"ordre de la division.

#### L'Entre-deux-guerres

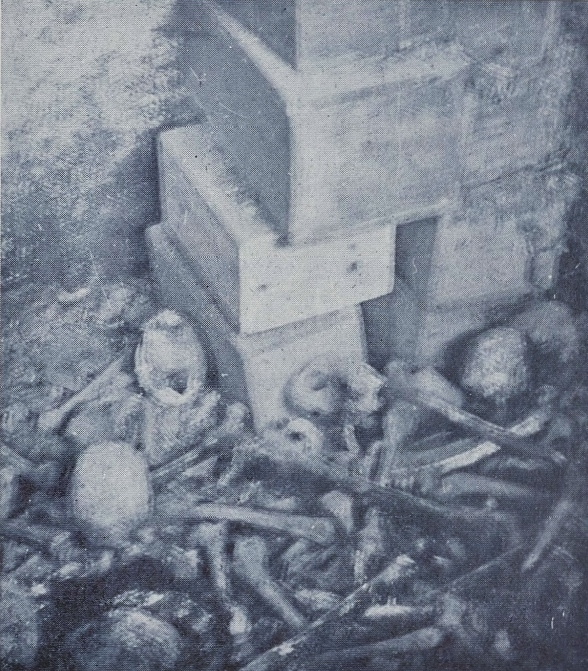
Le fond de l'ossuaire de Locmaria photographié en 1938.

Le hameau de Locmaria est ainsi décrit en 1938 :

« Traversons Nostang (...) et gagnons le romantique hameau de Locmaria, enfouis sous des frondaisons. (...) On trouve l'oratoire vétuste d'un petit saint armoricain inconnu ailleurs (...). Du haut de son tertre ombragé de châtaigniers, il bénit depuis des siècles une lande, un bois et une source. Le cimetière et le sanctuaire (...) sont accolés et bordent un chemin creux (...). Sur le haut du muret dominant cette profondes et sombre sente s'appuie une sorte de maisonnette carrée coiffée d'un toit en forme de haute pyramide. C'est l'ossuaire de Locmaria (...). Au travers des barreaux de bois de la maisonnette, le regard plonge vers un lit d'ossements de plusieurs mètres d'épaisseur, lit sur lequel reposent une pile de débonnaires caisses à savon ou d'enveloppes de chicorée Leroux, dans lesquelles sont enfermées, sous cadenas, des restes de personnages plus récents. Quand les planches protectrices seront tombées en poussière, les débris qu'elles renferment iront rejoindre à leur tour la foule anonyme qui leur sert de soubassement. »

Le même auteur dans un autre numéro de la même "La Revue française de photographie et de cinématographie" décrit probablement la digue et l'étang de Rodes:

« En quittant Locmaria et son ossuaire, il faut repasser à Nostang sur une chaussée surélevée qui traverse l'une des anfractuosités septentrionales de la rade d'Étel et la sépare du reste. Au nord de cette digue s'étend un lac d'eau douce, alors que l'empierrement de celle-ci reçoit les caresses des dernières vagues du flot montant. L'opposition brusque entre le paysage lacustre d'un côté et maritime de l'autre est caractéristique. Ce vaste étang sombre (...) est bordé le long de La chaussée par des joncs noirs et des roseaux (...). Sur l'autre bord de cette même route s'étend la mer sur laquelle flottent les goémons (...). Le trop plein du lac, retenu par des vannes moussues, s'écoule sur les pales des roues d'un antique moulin, blotti sous les ronces et les chênes noueux. Il s'y moud de la farine de sarrasin. »

#### La Seconde Guerre mondiale
Le monument aux morts de Nostang porte les noms de 6 personnes mortes pour la France pendant la Seconde Guerre mondiale ; parmi elles Augustin Le Bihan, décédé de maladie à Marseille dès le 6 septembre 1939 ; Mathurin Le Lain, quartier-maître, mort dès le 15 septembre 1939 en Meurthe-et-Moselle pendant la Drôle de guerre ; Marcel Purenne est mort en captivité en Allemagne en 1943 ; Louis Danigo, résistant FFI, mort (de maladie) le 19 mars 1945 à Vannes ; Marcel Frapper et Albert Roussel sont morts dans des circonstances imprécisées. Le monument commémoratif de Mané-er-Houet (en Merlevenez) porte les noms de 5 résistants FFI tués à Nostang : Henri Cadoret, Louis Raoult et Robert Séveno le 30 octobre 1944, Paul Mauricette le 1er décembre 1944 et Paul Fiot le 15 décembre 1944.
La commune a été bombardée durant la Seconde Guerre mondiale ; la flèche de l'église paroissiale Saint-Pierre-et-Saint-Paul est abattue le 17 janvier 1945 par un obus allemand. Le bourg a été reconstruit dans les années 1950.
Lors des combats de la Poche de Lorient, le front allait approximativement d'Auray au Pouldu, suivant appoximativement, à une distance variant de quelques centaines de mètres à quelques kilomètres le tracé de la Route nationale 165 (ancien tracé), passant au sud de Landévant, de Brandérion, d'Hennebont et de Pont-Scorff, longeant la Laïta au sud de Quimperlé jusqu'à la mer. « Il n'y a pas de durs combats, mais des duels d'artillerie et des escarmouches. Ce sont les villages de Nostang, Kervignac, Merlevenez et Sainte-Hélène qui sont l'enjeu des plus violentes attaques. Chaque jour des hommes tombent.. (...) ». Le 30 octobre 1944, Louis Raoult, un matelot lorientais, est tué lors d'un accrochage avec les Allemands sur le pont de Nostang à Languidic ; Henri Cadoret et Joseph Séveno sont tués le même jour à Nostang lors de ce même combat ; tous les trois appartenaient à la 1ère compagnie du Bataillon des fusiliers-marins de Lorient qui combattait sur le front de la Poche de Lorient. Le 1er décembre 1944 le capitaine Michel Marcor et le sergent Paul Mauricette, du 1er régiment aéroporté, sont tués lors d'une patrouille devant Nostang, mais sur le territoire de Landévant ; leurs deux noms figurent sur le monument commémoratif de Mané-er-Houët (en Merlevenez).
Un récit évoqué des combats qui se sont déroulés à Nostang le 3 août 1944 : « À peine ont-ils [les parachutes anglais] atterri qu'ils donnent l'assaut à trois fortins occupés par les Boches. La lutte est brève, mais intense. En quelques secondes des milliers de cartouches sont tirées, et les Allemands, débordés par cette cadence infernale, se retirent ou en meurent. Mais en se retirant ils font sauter le pont [probablement le pont situé à Pont-Courio sur le Ruisseau de Saint-Georges], L'unique pont qui reliait cette bande de terrain fortifié à la grande route d'Auray. Les jeeps restent bloquées dans un cul-de-sac. (...) Il faut rétablir le pont à tout prix. Avec six parachutistes et cinquante FFI , Saint-Arnaud écarte l'Allemand, le tient en respect assez de temps pour amener sur place des billes de chêne débitées qui doivent permettre de rétablir un pont de fortune.

#### L'après-Seconde-Guerre-mondiale
Malgré les durs combats qui s'y sont déroulés, et les destructions qui s'ensuivirent, Nostang ne fut pas considérée comme commune sinistrée ; « le bourg n'est pas très abîmé. 17 baraquements à l'usage de fermes ont été édifiés » écrit L'Espoir du Morbihan du 24 mars 1946.
Léon Naveos, né le 27 janvier 1912 à Nostang, marin, fit partie des 51 victimes lors du naufrage de la frégate météorologique Laplace qui heurta une mine datant de la Seconde Guerre mondiale et coula en dix minutes le 16 septembre 1950 en baie de La Fresnaye.
Étienne Raude, maréchal-des-logis-chef, est mort pour la France en 1959 pendant la Guerre d'Algérie.

### LeXXIesiècle
Elle est partie prenante dans la création de la communauté de communes de Bellevue en 1993. Aujourd'hui, elle constitue Blavet Bellevue Océan Communauté, avec Kervignac, Merlevenez, Plouhinec et Sainte-Hélène.

### Héraldique
|  | « D'azur à la bande d'argent chargée de cinq mouchetures d'hermine de sable posées en pal, accompagnée en chef d'un épi de maïs d'or feuillé de sinople et en pointe de deux clefs d'or posées en sautoir. » |

## Politique et administration

### Jumelage
Nostang est jumelée avec le village jurassien de Bois-d'Amont.

## Démographie
L'évolution du nombre d'habitants est connue à travers les recensements de la population effectués dans la commune depuis 1793. Pour les communes de moins de 10 000 habitants, une enquête de recensement portant sur toute la population est réalisée tous les cinq ans, les populations de référence des années intermédiaires étant quant à elles estimées par interpolation ou extrapolation. Pour la commune, le premier recensement exhaustif entrant dans le cadre du nouveau dispositif a été réalisé en 2004.

En 2022, la commune comptait 1 650 habitants, en évolution de +7,91 % par rapport à 2016 (Morbihan : +3,82 %, France hors Mayotte : +2,11 %).
| 1793  | 1800  | 1806  | 1821  | 1831  | 1836  | 1841  | 1846  | 1851  |
| ----- | ----- | ----- | ----- | ----- | ----- | ----- | ----- | ----- |
| 1 200 | 1 200 | 1 050 | 1 156 | 1 069 | 1 089 | 1 155 | 1 156 | 1 200 |

| 1856  | 1861  | 1866  | 1872  | 1876  | 1881  | 1886  | 1891  | 1896  |
| ----- | ----- | ----- | ----- | ----- | ----- | ----- | ----- | ----- |
| 1 128 | 1 163 | 1 127 | 1 101 | 1 142 | 1 196 | 1 176 | 1 179 | 1 196 |

| 1901  | 1906  | 1911  | 1921  | 1926  | 1931  | 1936  | 1946 | 1954 |
| ----- | ----- | ----- | ----- | ----- | ----- | ----- | ---- | ---- |
| 1 178 | 1 180 | 1 172 | 1 094 | 1 061 | 1 030 | 1 000 | 873  | 862  |

| 1962 | 1968 | 1975 | 1982 | 1990  | 1999  | 2004  | 2006  | 2009  |
| ---- | ---- | ---- | ---- | ----- | ----- | ----- | ----- | ----- |
| 806  | 763  | 733  | 829  | 1 050 | 1 088 | 1 230 | 1 216 | 1 324 |

| 2014  | 2019  | 2022  | - | - | - | - | - | - |
| ----- | ----- | ----- | - | - | - | - | - | - |
| 1 505 | 1 576 | 1 650 | - | - | - | - | - | - |

## Culture locale et patrimoine

### Lieux et monuments
- Monuments religieux :
  - L'église paroissiale Saint Pierre-et-Saint Paul offre dans sa chapelle Notre-Dame une représentation murale du Dit des trois morts et des trois vifs qui est une danse macabre : trois jeunes gentilshommes sont interpellés dans un cimetière par trois morts, qui leur rappellent la brièveté de la vie et l'importance du salut de leur âme. Le clocher, qui avait été construit entre 1871 et 1873 par Augustin Le Quintrec, détruit par un obus allemand le 17 janvier 1945, a été reconstruit en 1951.
  - Chapelle Saint-Bieuzy : datant du XVe siècle, elle conserve une belle fenêtre de chœur de style gothique flamboyant[74].
  - Chapelle Saint Cado, Kergoh. La fontaine de dévotion, elle aussi dédiée à saint Cado, date du XVIIIe siècle et est située en contrebas du village de Kergoh[75].

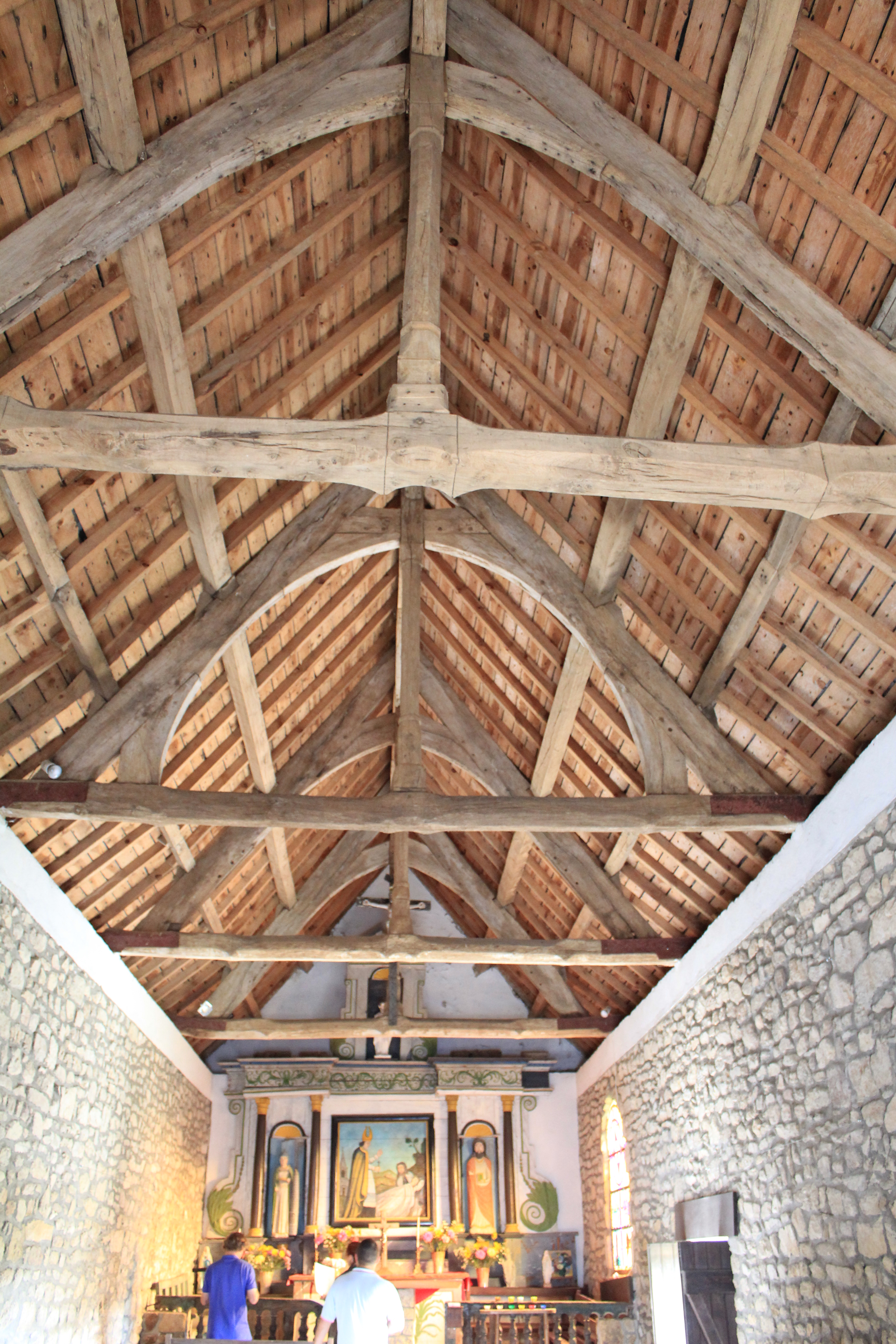
Chapelle Saint-Cado de Nostang : la charpente.
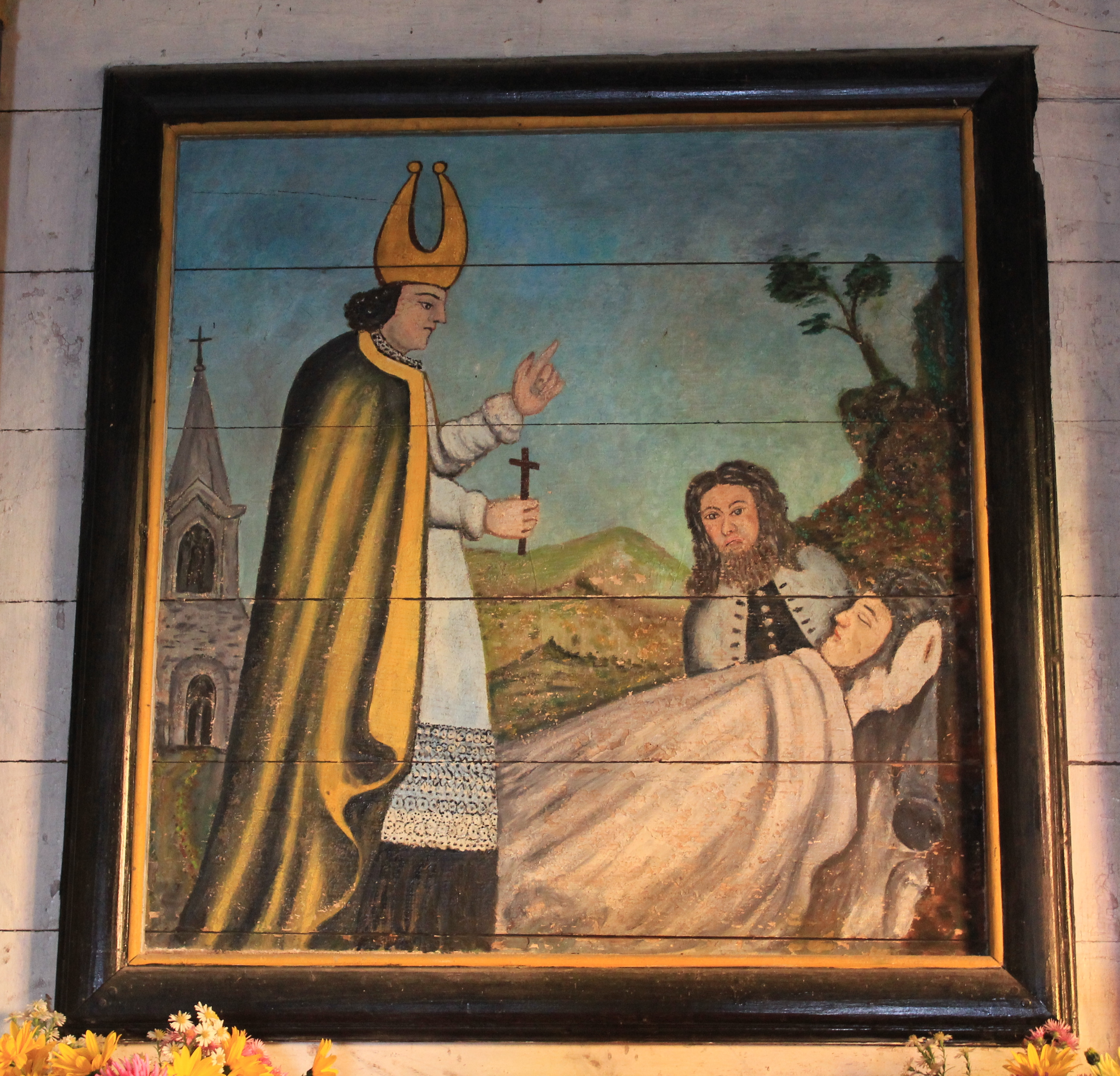
Chapelle Saint-Cado de Nostang : tableau.
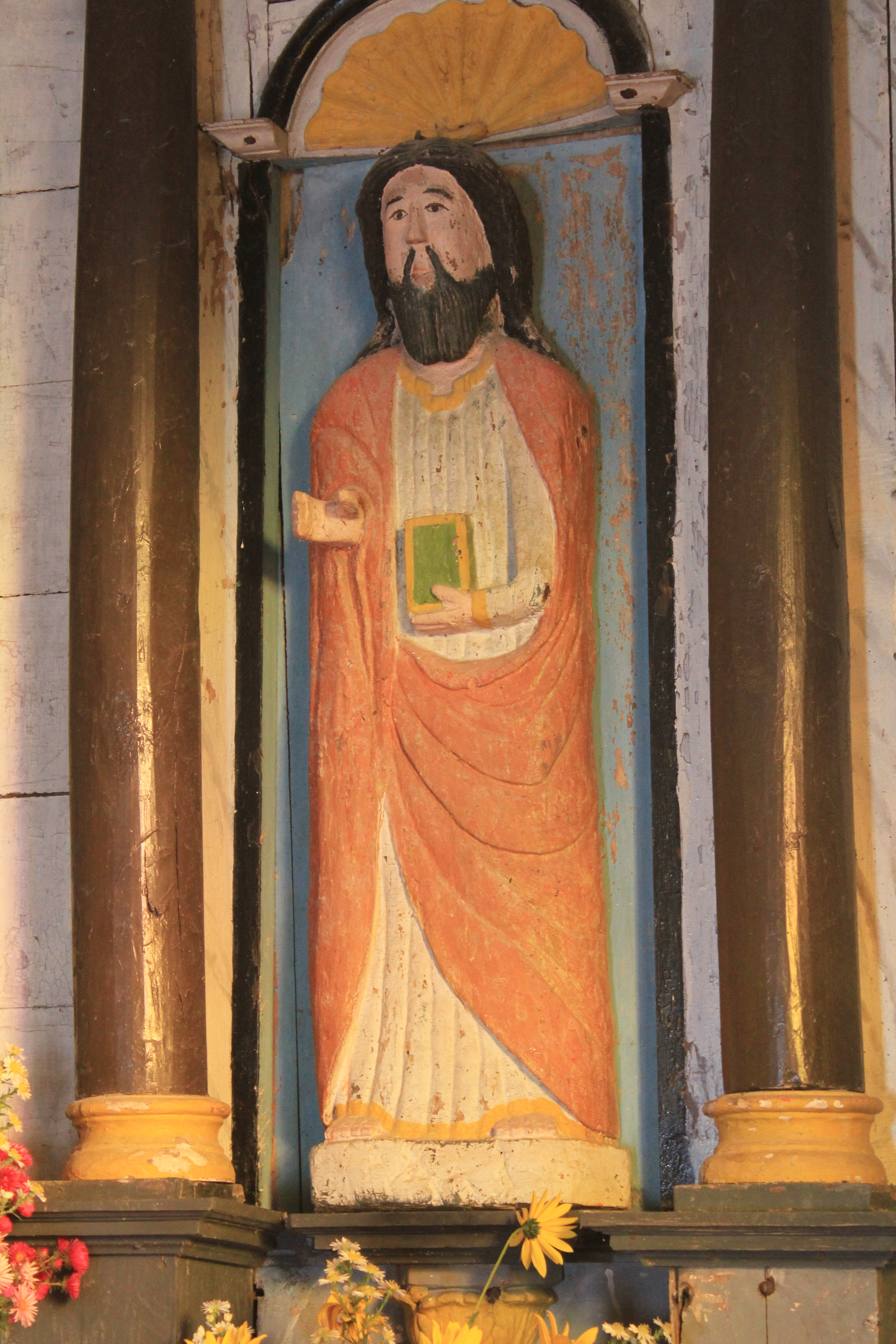
Chapelle Saint-Cado de Nostang : statue de saint Cado.
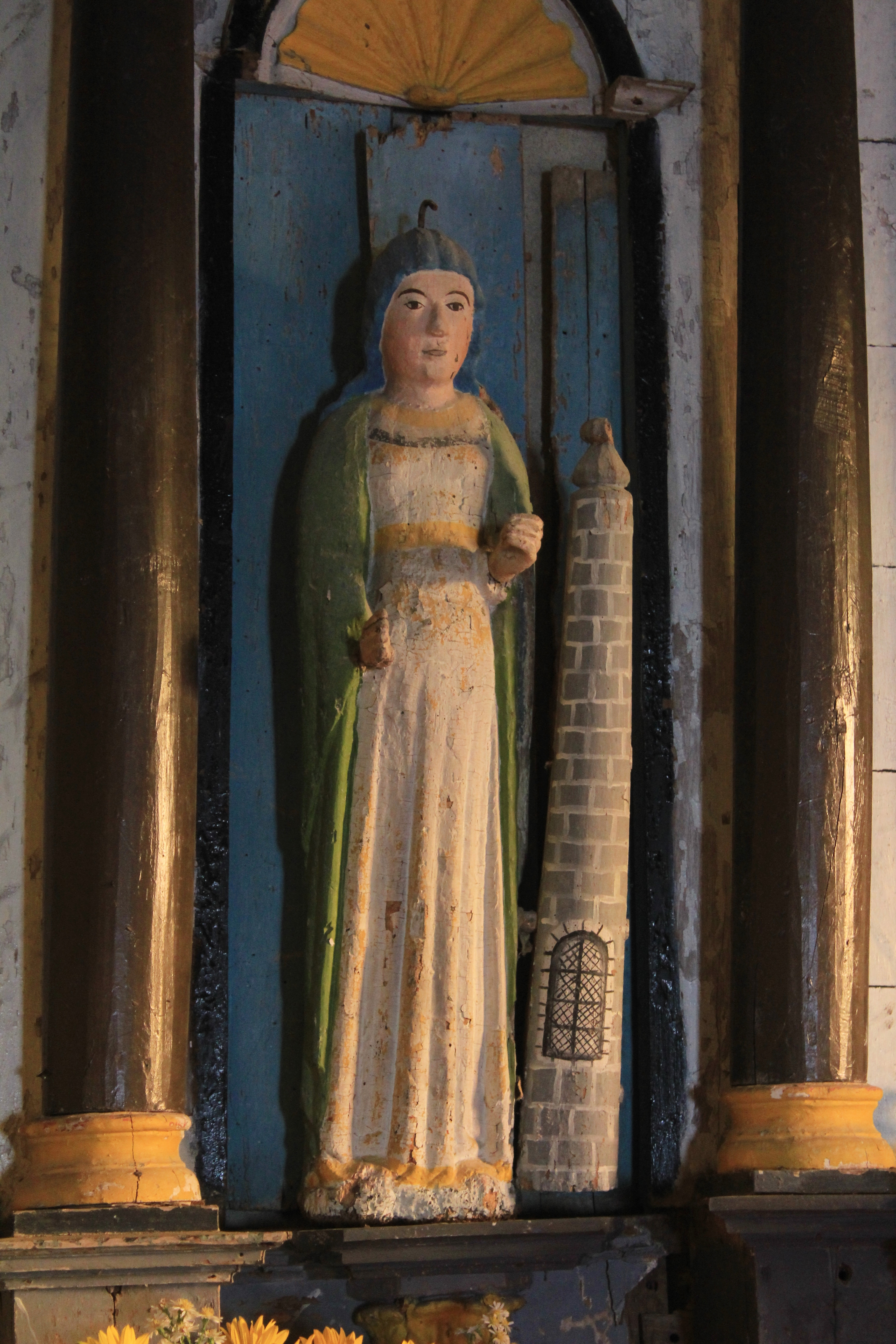
Chapelle Saint-Cado de Nostang : statue de sainte Barbe.

- - Chapelle Notre-Dame-de-Bonne-Nouvelle, Locmaria (XVe – XVIIe siècle,  Classée MH (2005)). Ses peintures murales datent du XVIe siècle.

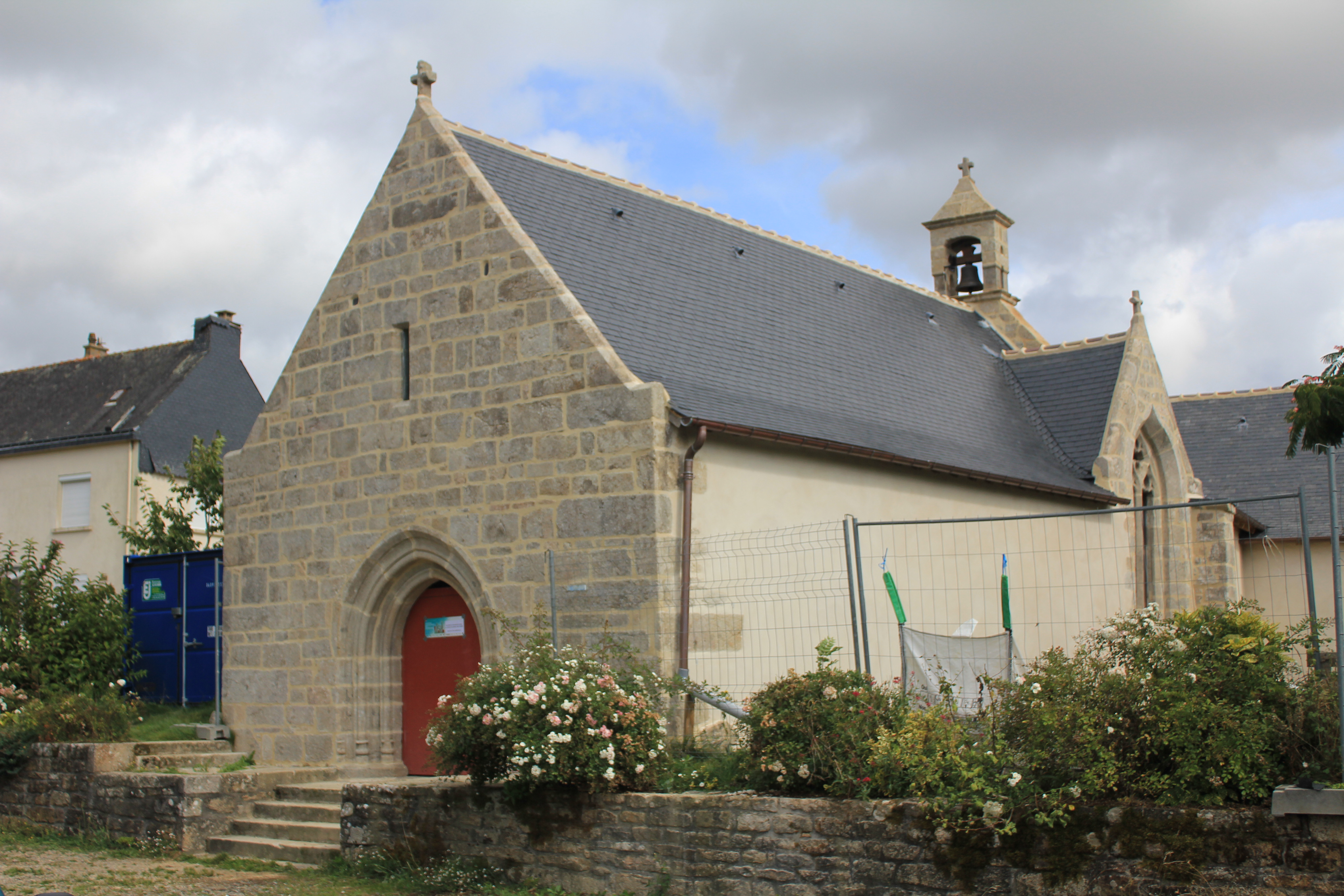
Chapelle de Locmaria de Nostang : vue extérieure d'ensemble.
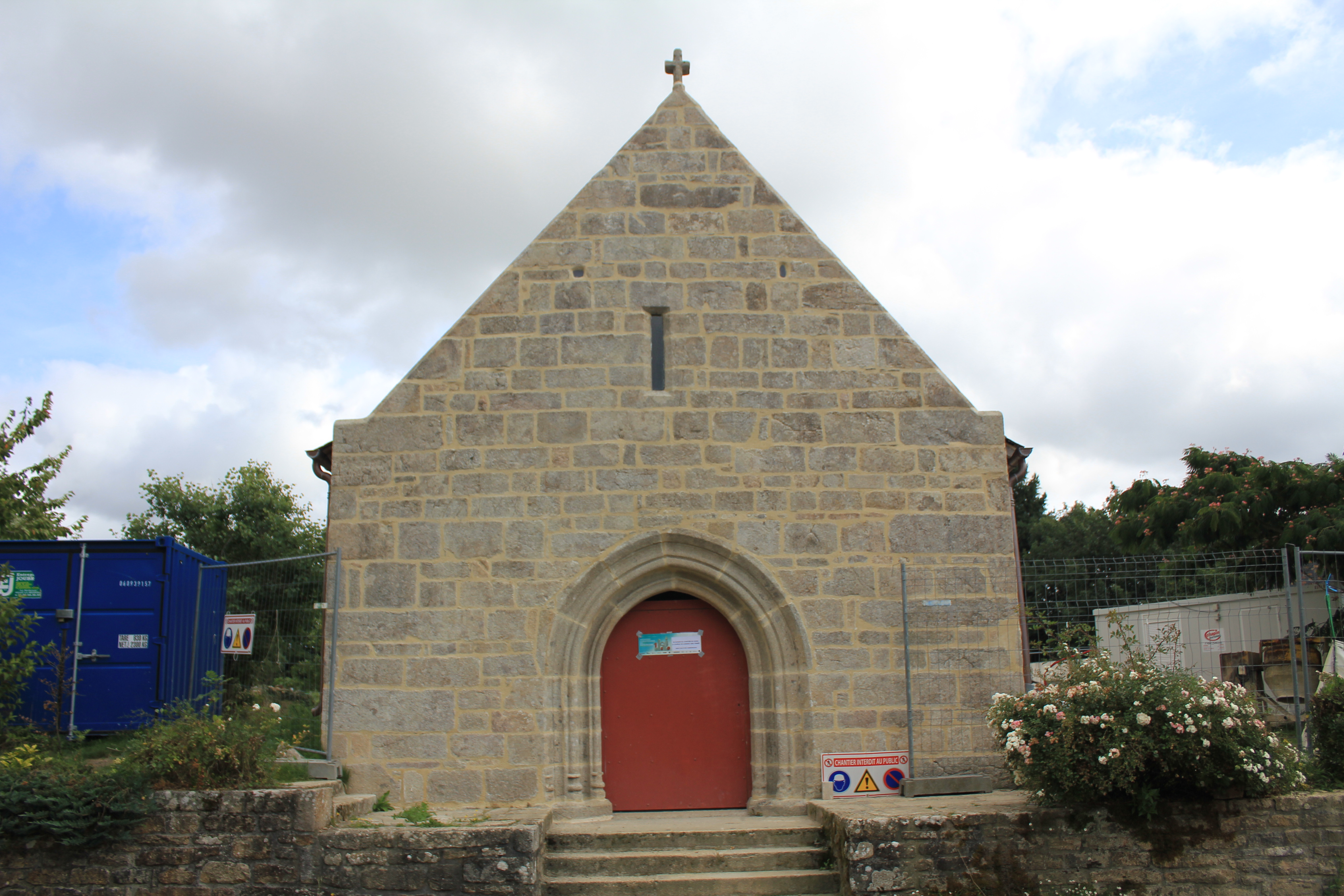
Chapelle de Locmaria de Nostang : la façade.
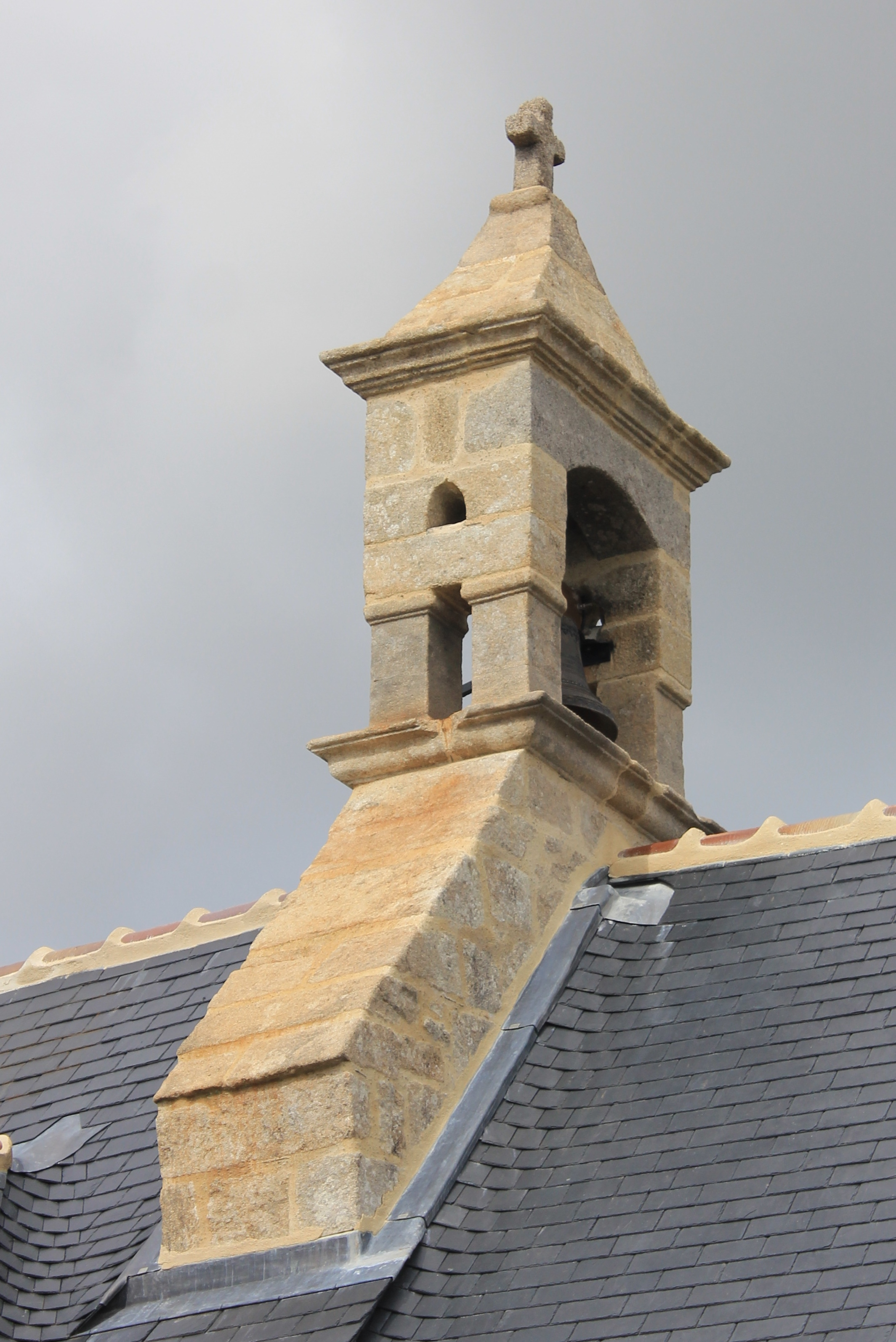
Chapelle de Locmaria de Nostang : le clocher.

- - Chapelle Notre-Dame de la Joie, de Légevin (XVIe siècle,  Inscrite MH (1925)). Elle date du XVIe siècle, a été restaurée au XVIIIe siècle et est probablement une ancienne dépendance du château de Saint-Georges.

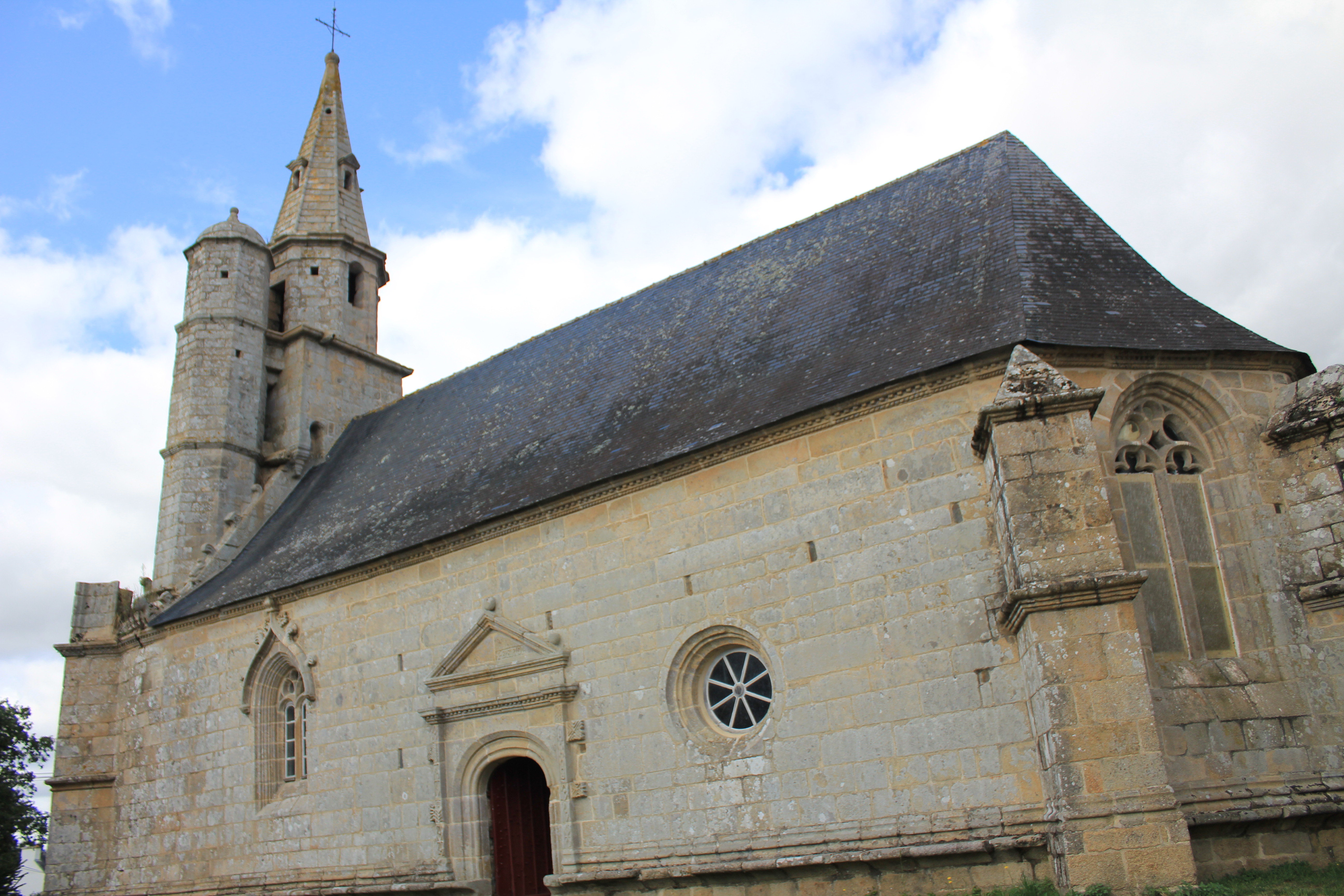
Chapelle Notre-Dame-de-Légevin : vue extérieure d'ensemble.
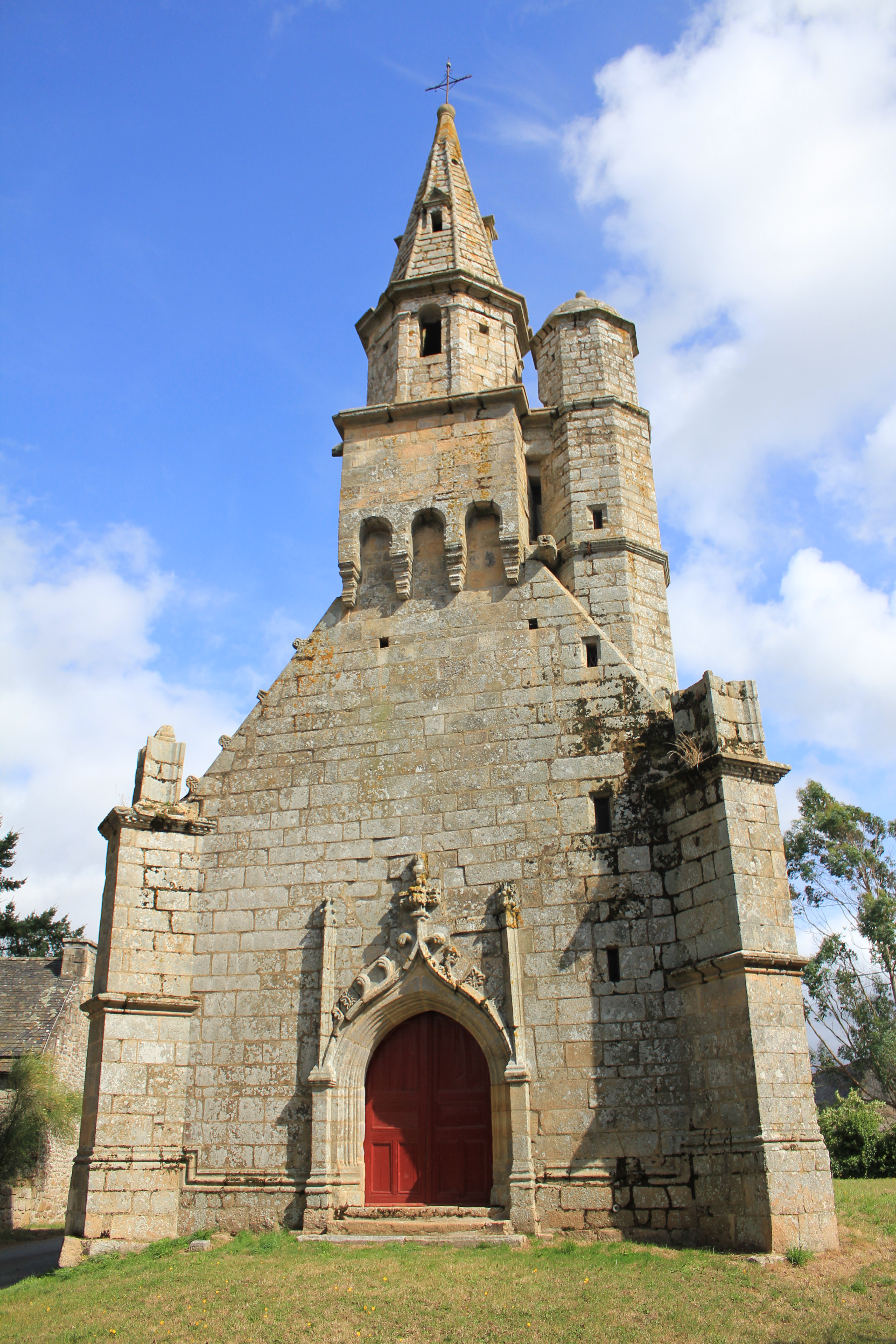
Chapelle Notre-Dame-de-Légevin : façade est.
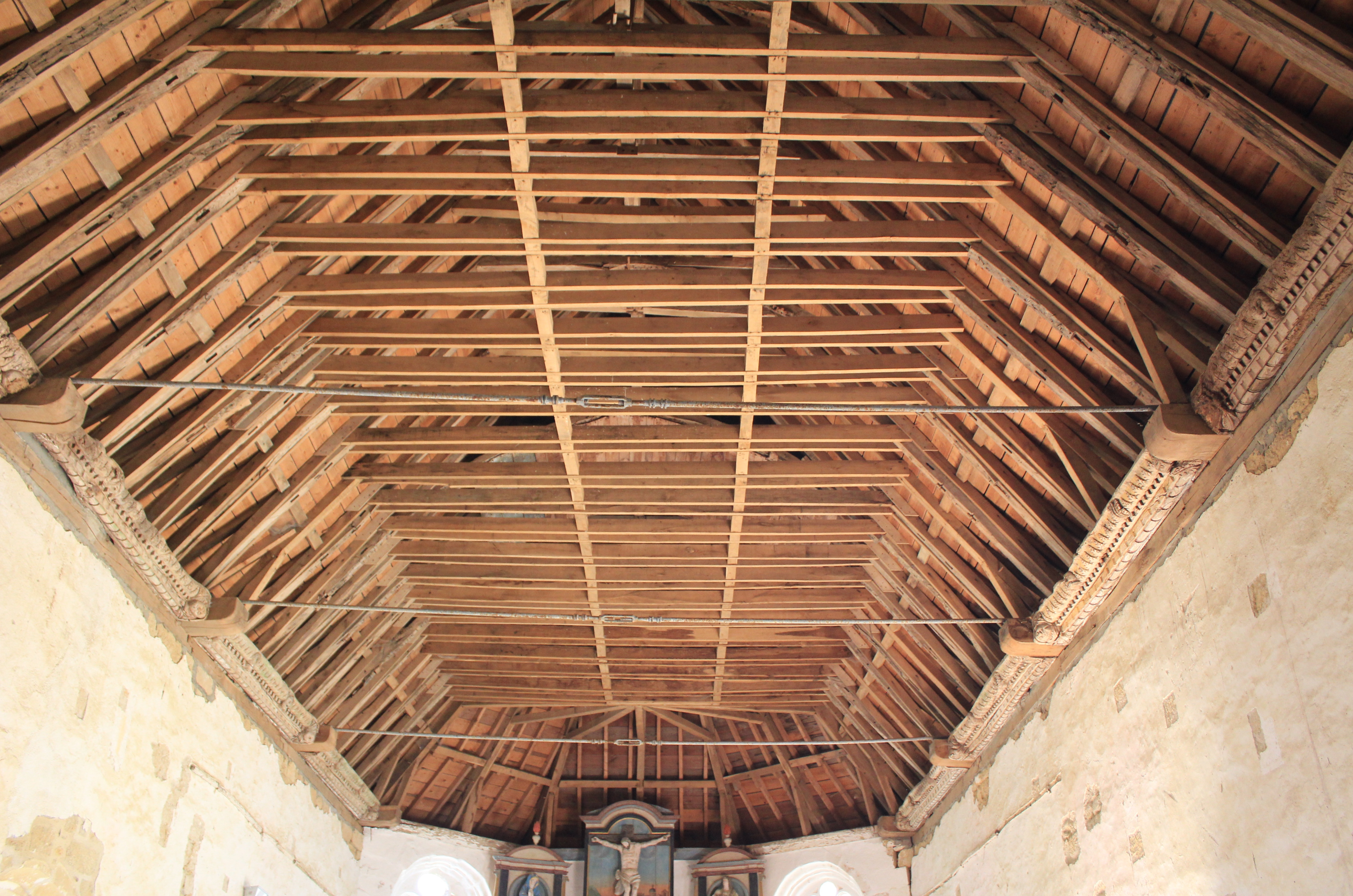
Chapelle Notre-Dame-de-Légevin : la charpente.
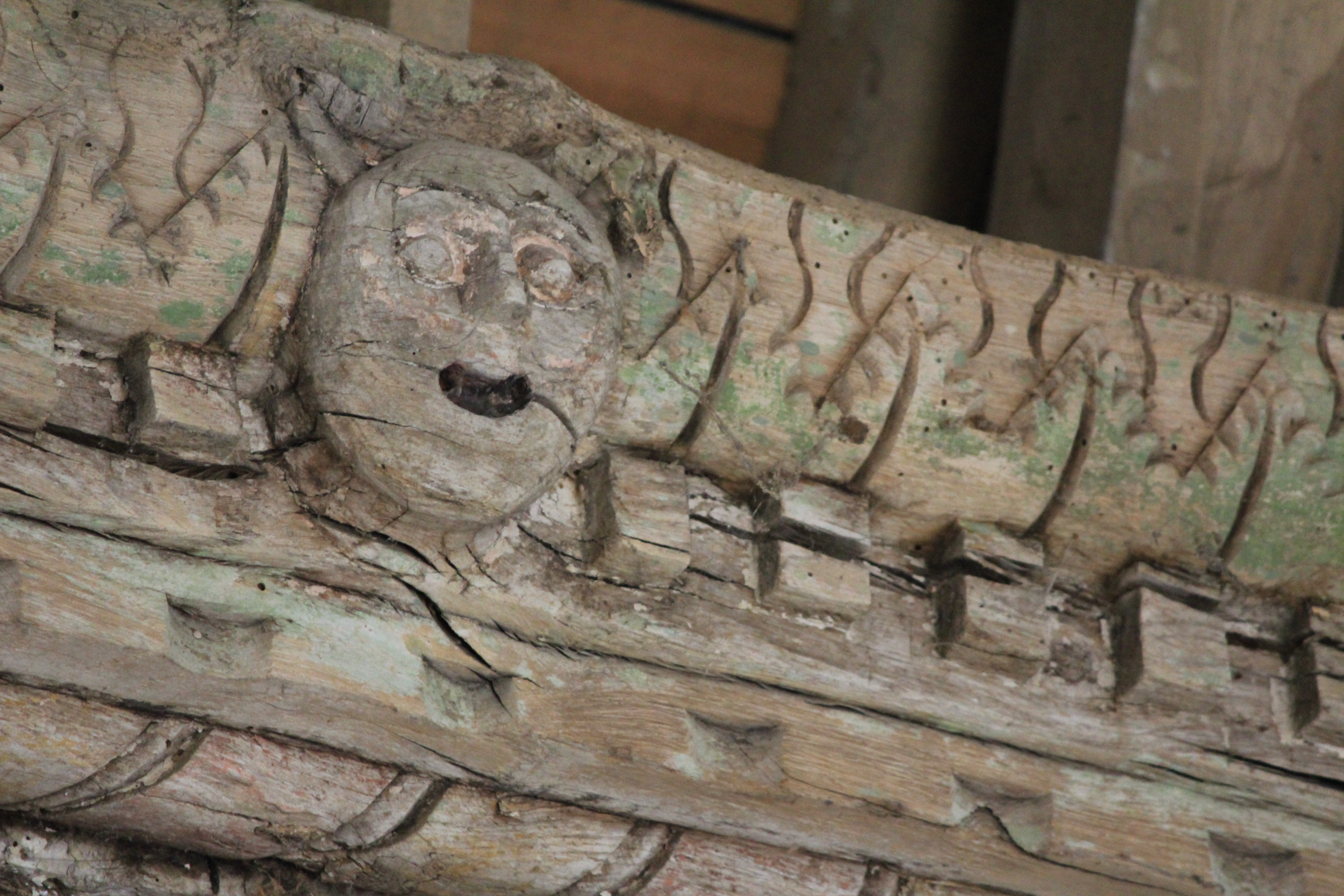
Chapelle Notre-Dame-de-Légevin : détail d'une sablière.
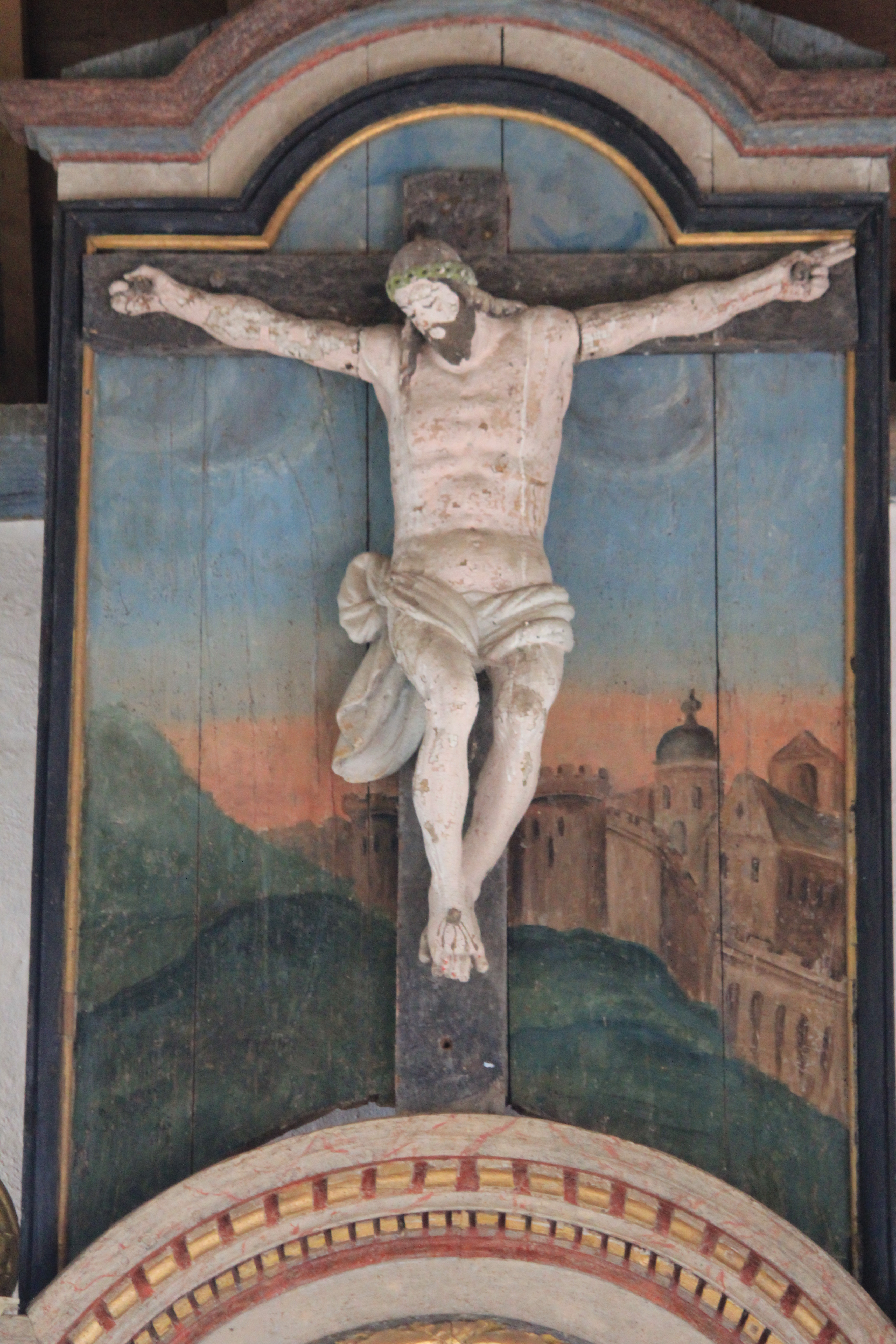
Chapelle Notre-Dame-de-Légevin : statue du Christ en croix.
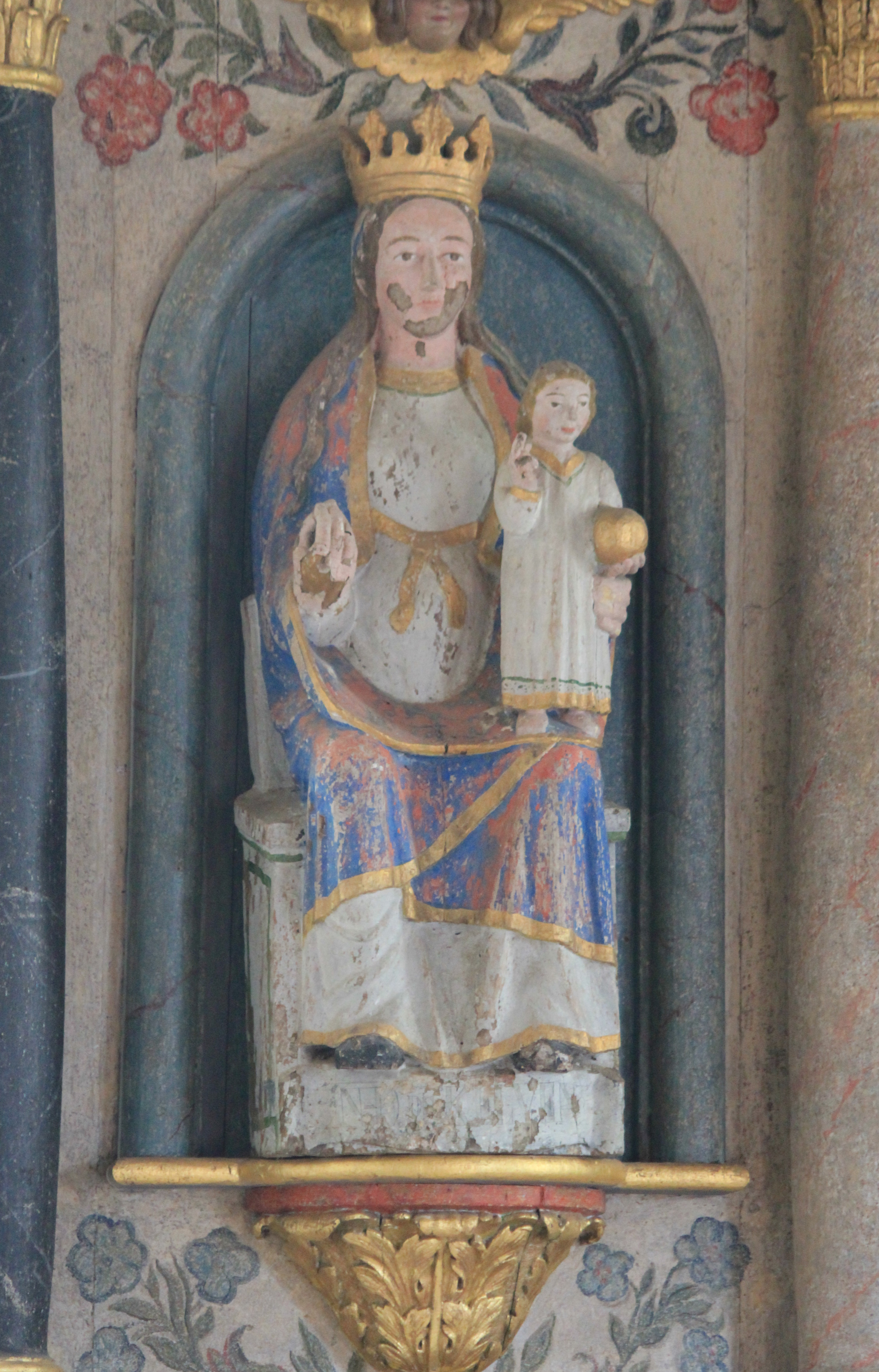
Chapelle Notre-Dame-de-Légevin : statue de Notre-Dame de Quelven assise.
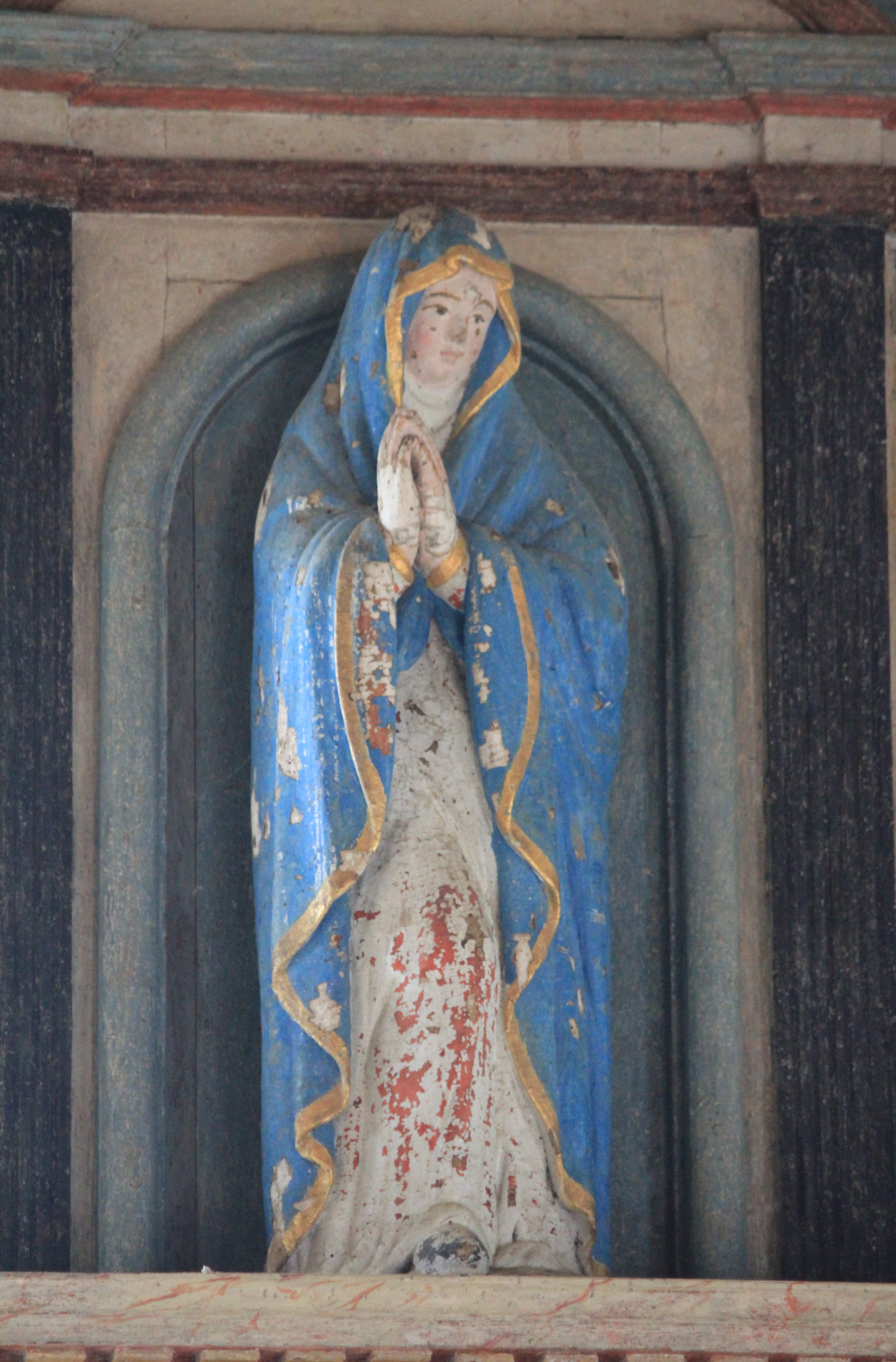
Chapelle Notre-Dame-de-Légevin : statue de la Vierge.

- - Chapelle Saint-Symphorien-et-Saint-Maurice de Saint-Symphorien, Saint-Symphorien : elle date du (XVIIe siècle) et a été restaurée en 1954 ; son clocheton date de 1875.
  - L'ancienne chapelle Saint-Barthélémy, située dans le village de Saint-Thomin, est disparue.
- Monuments civils :
  - Manoir de Saint-Georges avec son entrée fortifiée au temps des guerres de Religion (fin du XVIe siècle), a des allures de châtelet avec mâchicoulis, chemin de ronde, embrasure de tir et tour de flanquement[76].
  - Château de Rongouët (Rungoaet ou Rungoet) : devenu la propriété de la famille de Penfentenyo de Cheffontaines à partir de 1810, il est réquisitionné par la Kriegsmarine en 1942 et bombardé par les Alliés en 1944. Les communs , qui datent de 1900, sont alors transformës en habitation[77],

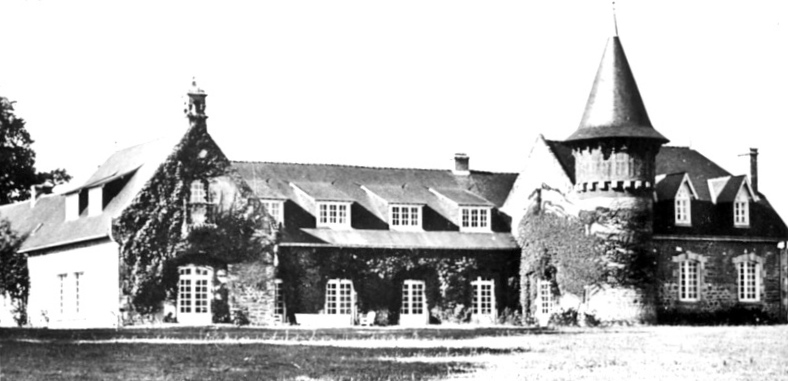
Le château du Rongouët vers 1920 (avant sa destruction pendant la Seconde Guerre mondiale).

- - Manoir du Palivarch : il date du XVIe siècle, mais a subi d'importantes transformations au XVIIe siècle[78].
  - Dans les villages, de nombreuses fermes anciennes présentent un intérêt architectural  (Kermarham[79], Saint-Symphorien[80], Keriolar[81], Maguéro[82], Légevin[83], Talvern[84], Saint-Thomin[85], , etc.).

- Sites mégalithiques :
  - Alignement de Rongouët
  - Dolmens de Rongouët
  - Polissoir de Kergoh

### Personnalités liées à la commune
- Jules-Timotée Arnous, né le 19 mars 1803 à Nostang, colonel d'artillerie en 1855, général de brigade en 1862, mort le 9 juin 1865 à Orléans. Son fils Louis-Eugène Arnous fut député de la Charente entre 1884 et 1901[86].